# Bloemendaalse SV
Bloemendaalse SV – holenderski klub szachowy z siedzibą w Bloemendaal.

## Historia
Klub został założony w 1921 roku. Od początku lat 60. aż do śmierci członkiem klubu był Godfried Bomans, ponadto wieloletnim członkiem klubu był Lex Jongsma. W sezonach 1986/1987 i 1994/1995 zespół wygrał Derde klasse. W 2004 roku Bloemendaalse SV triumfował w Tweede klasse i w sezonie 2004/2005 występował w  Eerste klasse (drugi poziom), zajmując wówczas przedostatnie, dziewiąte miejsce. W 2006 roku klub był jednym ze współtworzących Kennemer Combinatie, mimo to w ograniczonym zakresie w późniejszych latach prowadził działalność pod własną nazwą, m.in. w 2011 roku organizował jubileuszowy turniej z okazji 90-lecia istnienia. W sezonie 2022/2023 zespół dotarł do trzeciej rundy Pucharu Holandii, pokonując SC Volendam i HWP Haarlem, a następnie ulegając SV Caissa-Eenhoorn. W 2023 roku klub uczestniczył w Pucharze Europy, a jego czołowym zawodnikiem był wówczas Loek van Wely. W rozgrywkach holenderski klub wygrał z Butrinti Saranda i Brønshøj SF, zremisował z Perfectem i SK König Tegel 1949, a przegrał z Offerspill SK, L’Échiquier du Roy René, Etelä-Vantaan Shakki i w końcowej klasyfikacji zajął 47. miejsce na 84 uczestników.